# قرية ركاب
قرية ركاب(بضم الراء) قرية كبيرة وموجودة في منطقة شمير في محافظة تعز في اليمن
يجاورها قرية الحقيل وعزلة السواغ شرقا وقرية مرابعه شمالا وقرية الهقيف في الشمال الغربي وقرية المويجر في الجنوب الغربي وقرية الاشعوب في الجنوب الشرقي ويطل عليها جبل مؤيمره . قرية ركاب قرية تاريخية ولها عراقتها في الماضي حيث ان
كتاب انيس السمير وصفها بأنها تاريخية جدا وانه كان يوجد عامل للدولة العباسية فيها وكانت تطلق(الركب)
وقد ذكر الهمداني في صفة جزيرة العرب منطقة الرٌكب وقال انها مابين جبال زبيد ووادي رسيان وربما اشتق
الاسم لقرية ركاب من هذا الاسم وحيث ان من سكن منطقة شمير هم قوم الاشاعر والركب فلا يستبعد ان يكون اشتقاق الاسم أيضا
لهذا المسمى
ونظرا لان المادة التاريخية تكون شبه معدومة عن هذه المناطق فالمقال هذا هو ترجيحات بخصوص التسمية
وهي قرية قديمة وسكن فيها العديد من الأهالي المجاورة من القرى والأمصار وفيها مسجد بدوح، المسجد الذي أسس عام 1361 هجرية ودرس فيه الفقيه حسان وما تزل فيه آثار الكثير من العلماء مثل الفقيه حسان بن سعيد الذي تخرج على يده الكثير من العلماء من كل قرى وعزل ناحية مقبنة مثل القاضي عبد الستار وهايل الدعر والفقيه عبد الرقيب حامد والفقيه عبد الحميد منصور والحاج عبد القوي علي والحاج سيف احمد والسيد محمد النهاري و عوض قاسم والكثير من العلماء والفقهاء .
ويوجد في هذه القرية الكثير من الحارات مثل الحنكة والمحفارة وشعب جنة والملطة والكبة وبرح الطيار والذنيبة والغويل والغول فيها أكثر القرى مساحة من من قرى مقبنة